# Scharlach-Dahlie
Die Scharlach-Dahlie (Dahlia coccinea) ist eine Pflanzenart aus der Gattung der Dahlien (Dahlia) in der Familie der Korbblütler (Asteraceae).

## Merkmale

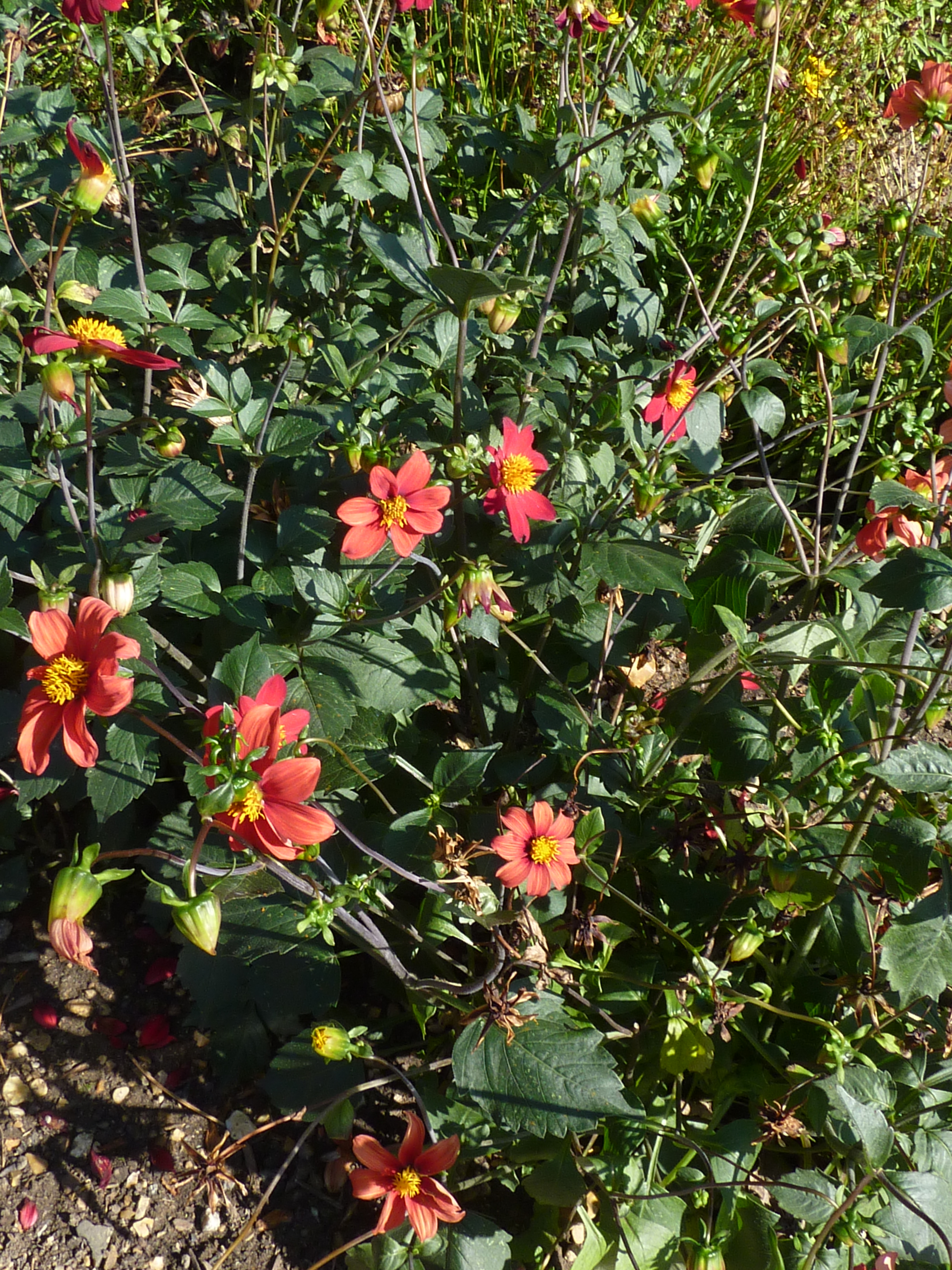
Scharlach-Dahlie (Dahlia coccinea)

Die Scharlach-Dahlie ist eine ausdauernde krautige Pflanze mit einem Rhizom und Knollenwurzeln, die Wuchshöhen von (50 bis) meist 100 bis 200 Zentimeter erreicht. Der Stängel ist kahl oder hat nur unten steife Haare. Die Laubblätter sind doppelt fiederteilig, der Blattrand ist bewimpert und die Mittelrippe nicht oder kaum geflügelt. 
Es sind meist zwei bis drei Blütenkörbe vorhanden, selten nur einer. Die acht Zungenblüten sind 1,5 bis 4 Zentimeter lang und gelb, orange oder rot gefärbt. Die Art ist sehr formenreich.
Die Blütezeit reicht von August bis September.
Die Chromosomenzahl beträgt 2n = 32 oder 64.

## Vorkommen
Die Scharlach-Dahlie kommt in Mexiko von Chihuahua und Coahuila südlich bis Guatemala und Belize in Gebirgen und auf Plateaus in Höhenlagen von 800 bis 2500 Meter vor. Sie wächst in offenen Eichen-, Kiefern- und Schluchtwäldern auf grasig-felsigen oder schotterigen Hängen, auf Lavaströmen oder an Bächen.

## Nutzung
Die Scharlach-Dahlie wird selten als Zierpflanze in Rabatten genutzt. Sie ist seit spätestens 1798 in Kultur. Die heutigen Dahlien-Hybriden gehen auf Kreuzungen der Scharlach-Dahlie und der Großfiedrigen Dahlie (Dahlia pinnata) zurück.